# Заљесје (Кежмарок)
Заљесје (слч. Zálesie) насељено је мјесто са административним статусом сеоске општине (слч. obec) у округу Кежмарок, у Прешовском крају, Словачка Република.

## Становништво
| Година:    | 1994. | 2004.   | 2014.    | 2024.   |
| ---------- | ----- | ------- | -------- | ------- |
| Број људи: | 96    | 104     | 87       | 83      |
| Разлика:   |       | +8,33 % | -16,34 % | -4,59 % |

| Година:    | 2023. | 2024.   |
| ---------- | ----- | ------- |
| Број људи: | 80    | 83      |
| Разлика:   |       | +3,75 % |

Према подацима о броју становника из 2011. године насеље је имало 86 становника.